# Мешковский, Алексей Дмитриевич
Алексе́й Дми́триевич Мешко́вский (1873, Курская губерния — 1938, Бутовский полигон) — член IV Государственной думы от Курской губернии, священник. Расстрелян в 1938 году, реабилитирован посмертно.

## Биография
Сын священника.
По окончании Курской духовной семинарии в 1894 году, был учителем образцовой школы при семинарии, а затем секретарем епископа Курского.
В 1901 году был рукоположен в священники к Николаевской церкви города Курска. Одновременно состоял преподавателем латинского языка и арифметики в духовном училище. Был членом Знаменско-Богородичного миссионерско-просветительского братства, вел религиозно-нравственные беседы в епархиальном доме и в курском ночлежном доме. С 1911 года — товарищ председателя Курского губернского отдела «Союза русского народа».
В 1912 году был избран членом Государственной думы от Курской губернии. Был секретарем бюро фракции правых, после её раскола в ноябре 1916 года — входил в группу сторонников Н. Е. Маркова. Состоял членом комиссий: о торговле и промышленности, по исполнении государственной росписи доходов и расходов, финансовой и бюджетной. Выступал за строительство новых храмов и удовлетворение религиозных потребностей переселенцев в Сибири.
В 1913 году вступил в Русское собрание, а в 1914 году был избран кандидатом в члены Главного совета СРН. Кроме того, был членом Главной ревизионной комиссии Всероссийского Филаретовского общества народного образования. В 1917 году окончил Петроградскую духовную академию со степенью кандидата богословия.
Во время Февральской революции находился в Курске. Опасаясь ареста, выехал в Москву. В апреле 1917 года был исключен из духовного сословия собранием курского духовенства, а затем уволен от должности настоятеля Николаевской церкви по распоряжению архиепископа Курского Тихона. 10 декабря 1918 года, по запросу из Курска, был арестован в Москве, отправлен в Курск, где заключен в тюрьму за принадлежность к «Союзу русского народа». Однако затем освобожден благодаря ходатайству прихожан, после чего вернулся в Москву.
В 1930 году был вновь арестован, приговорен к 3 годам лагерей. Вернувшись из ссылки, служил священником в селе Наталино Ухтомского района Московской области, жил в Москве по адресу Петровско-Разумовский проезд, 30.
25 января 1938 года был арестован в рамках «кулацкой операции НКВД», обвинялся в участии в контрреволюционной группировке. 15 марта тройкой при УНКВД по Московской области приговорен к расстрелу. Расстрелян 22 марта 1938 года на Бутовском полигоне. Похоронен там же. Был женат, имел шестерых детей. Реабилитирован посмертно 22 августа 1958 года.